# Arquitectura del Antiguo Egipto
La arquitectura del Antiguo Egipto se caracteriza por crear un sistema constructivo en sus edificios monumentales, con el empleo de sillares tallados en grandes bloques, y sólidas columnas.
La arquitectura egipcia es conocida por sus monumentales construcciones en piedra, como templos, pirámides y obeliscos. Estas estructuras eran construidas para servir como tumbas, templos religiosos y edificios públicos. Los templos egipcios eran diseñados para honrar a los dioses y eran construidos con piedra caliza y granito.
Las construcciones más originales de la arquitectura egipcia monumental son los «complejos de las pirámides», los templos y las tumbas (mastabas, speos, hipogeos y cenotafios), cuya grandiosidad dependía de la clase social del personaje a enterrar. Las tumbas de varios faraones fueron construidas como pirámides y las mayores son las atribuidas a Seneferu, Keops y Kefrén. La única de las siete maravillas del Mundo Antiguo que aún perdura, la pirámide de Jufu, es un buen ejemplo del grado de perfeccionamiento alcanzado en las ciencias aplicadas.
Los egipcios construyeron monumentales templos dedicados a los dioses, como los de Karnak o Abu Simbel, destacando en ellos su gran impacto simbólico, el tamaño y la gran armonía y funcionalidad de sus espacios. Los arquitectos reales, con sus conocimientos de física y geometría, erigieron monumentales edificaciones y organizaron el trabajo de multitudinarios grupos de artistas, artesanos y trabajadores. El tallado, transporte desde las canteras de Asuán y colocación de pesados obeliscos monolíticos de granito o colosales estatuas, implica un alto nivel de conocimientos. También construían grandes palacios para comodidad del faraón, pero la vida terrenal era menos importante que la de ultratumba, por lo que no eran de piedra y no han tenido la misma duración que tumbas y templos.

## Características

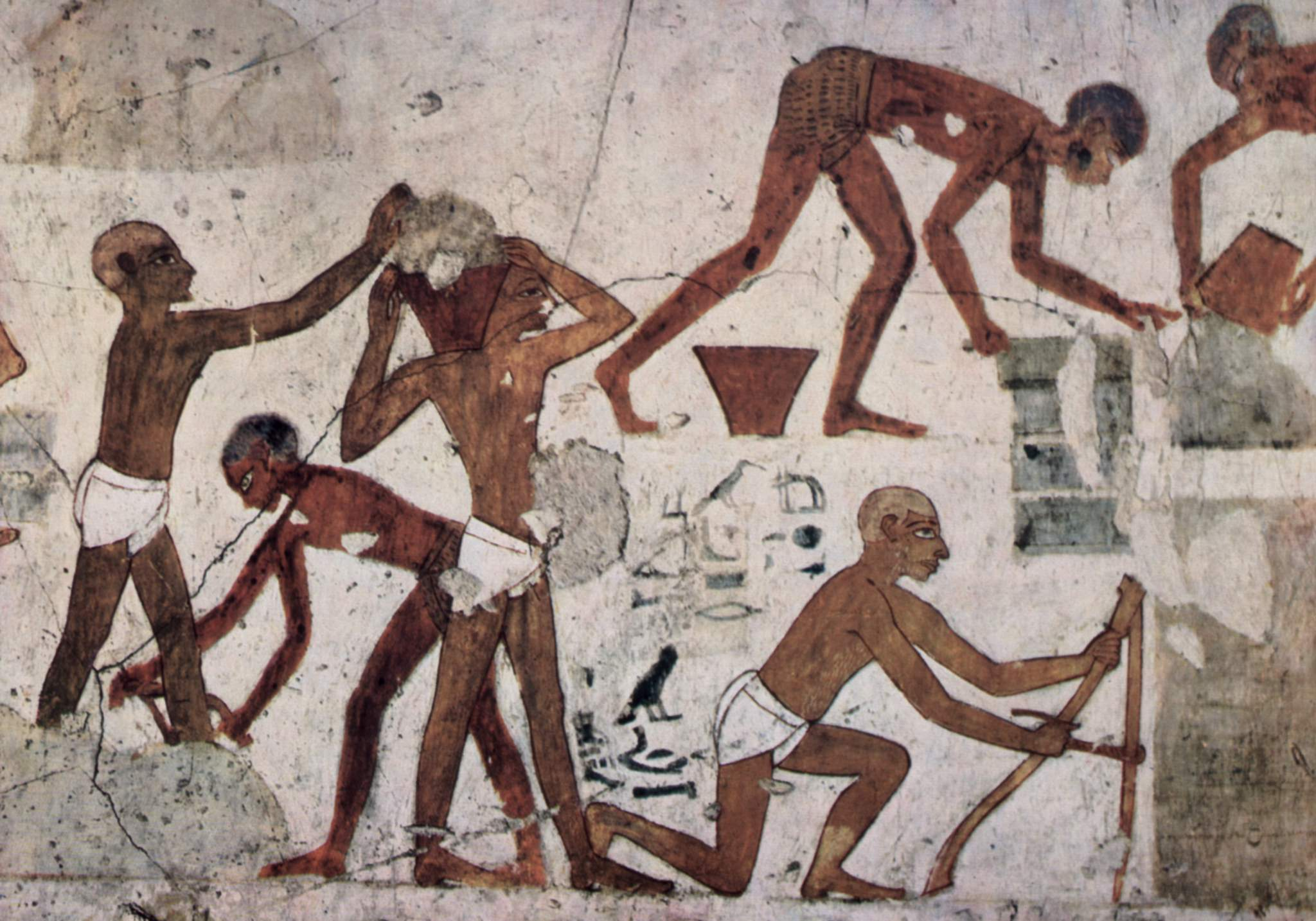
Trabajadores egipcios.
Pintura en la tumba de Rejmira.

Debido a la escasez de materiales, los dos materiales de construcción predominantemente usados en el antiguo Egipto eran el adobe (ladrillos de barro) y la piedra, fundamentalmente piedra caliza, también piedra arenisca y granito en cantidades enormes. Del imperio antiguo en adelante, la piedra fue reservada generalmente para tumbas y templos, mientras que los ladrillos fueron utilizados en viviendas, incluso en los palacios reales, fortalezas, muros de los recintos de los templos y para edificios en los complejos de los templos.
Muchas de las antiguas ciudades egipcias han desaparecido porque estaban situadas cerca de las zonas cultivables del valle del Nilo, que eran inundadas periódicamente con el lodo del río y se elevaron lentamente durante milenios; o porque los ladrillos de adobe, con que se construyeron, fueron utilizados como fertilizante por los campesinos; otros edificios son inaccesibles, ya que las nuevas construcciones fueron erigidas sobre las antiguas.
El clima de Egipto, afortunadamente seco y cálido, preservó, como la aldea de Deir el-Medina, la ciudad de Kahun del Imperio Medio, o las fortalezas en Buhen y Mirgissa. Por otra parte, muchos templos y tumbas han perdurado porque fueron construidos de piedra, o asentadas en tierras altas, no afectadas por las inundaciones del Nilo.
Así, nuestra información de la arquitectura egipcia antigua se fundamenta principalmente en sus monumentos religiosos, estructuras macizas caracterizadas por su gran tamaño, con muros levemente inclinados y escasas aberturas, repitiendo un método de construcción posiblemente usado para obtener estabilidad en edificios de muros de adobe.
De similar manera, los adornos grabados superficialmente y el modelo de los edificios de piedra pudo haber derivado del tipo y ornamentación de los edificios de muros de adobe. Aunque el uso del arco fue desarrollado durante la cuarta dinastía, todos los edificios monumentales son construcciones adinteladas con muros y pilares, con cubiertas planas conformadas por enormes bloques de piedra apoyados en muros externos y grandes columnas poco espaciadas.
Los muros, exteriores e interiores, así como las columnas y los techos, fueron cubiertos con jeroglíficos e ilustrados con bajorrelieves y esculturas pintadas en brillantes colores. Muchos ornamentos de la decoración egipcia son simbólicos, como el escarabajo sagrado, el disco solar, y el buitre. Otros adornos frecuentes fueron las hojas de palma, de la planta del papiro, y los brotes y las flores del loto. Los jeroglíficos eran parte de la decoración así como los bajorrelieves que narraban acontecimientos históricos o interpretaban leyendas mitológicas.

## La vivienda

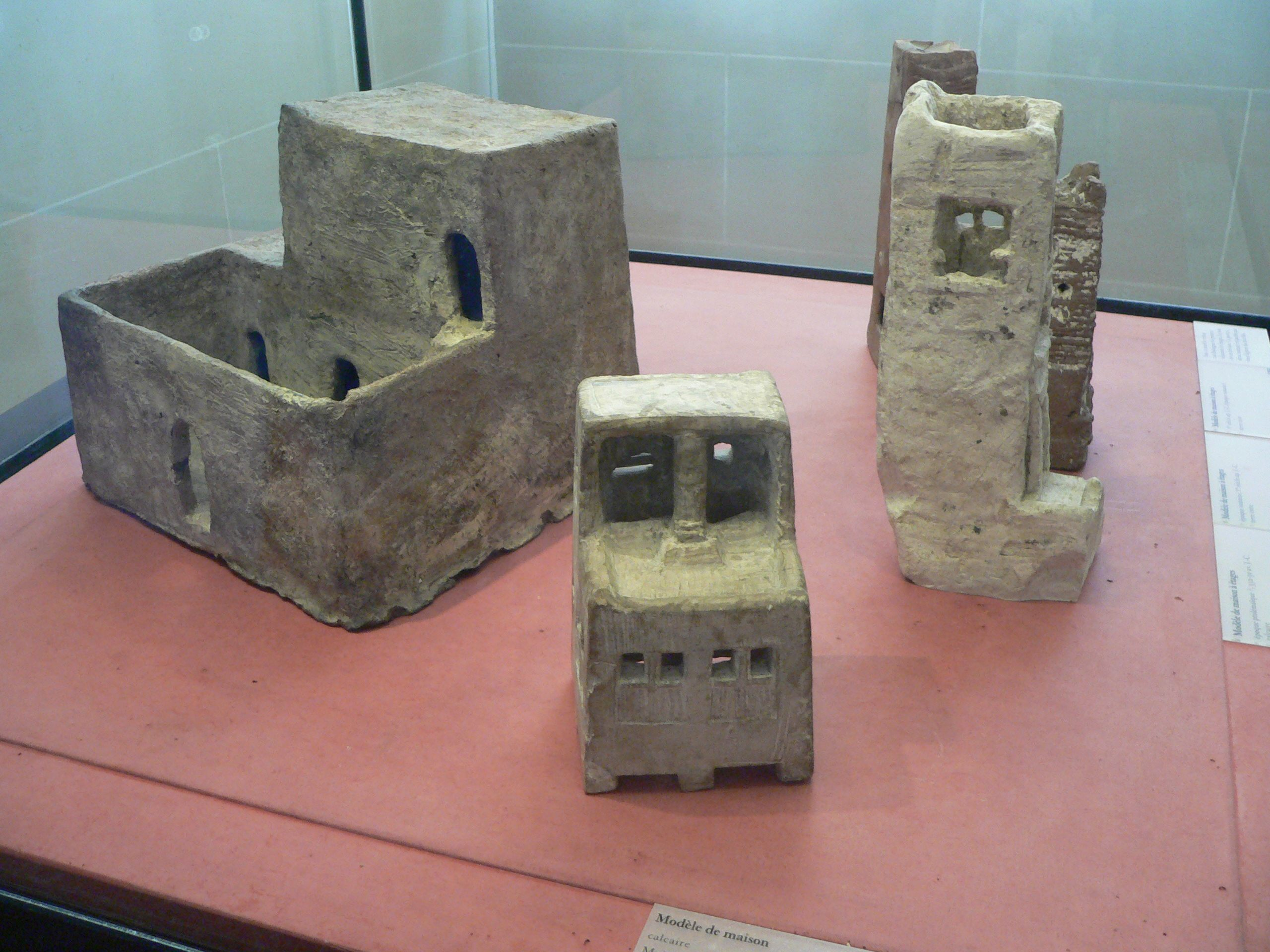
Maquetas de viviendas

La vivienda egipcia estaba constituida por varias habitaciones, alrededor un gran salón con columnas y luz cenital; disponía de terrazas, bodega subterránea y un jardín, al fondo.
Muchas viviendas disponían de patios interiores, de donde provenía la luz, con todas las habitaciones dispuestas en torno al mismo, y sin ventanas al exterior, por la necesidad de protegerse contra el calor.
Las casas egipcias se construían como las de los campesinos fellahs del siglo XX: muros de ladrillo de adobe y terrazas planas de troncos de palmera unidos. La arquitectura popular se caracterizó por su buena adaptación al clima seco y cálido de Egipto.
Los restos de viviendas mejor conservados se encuentran en Deir el-Medina y Tell el-Amarna.

## El templo

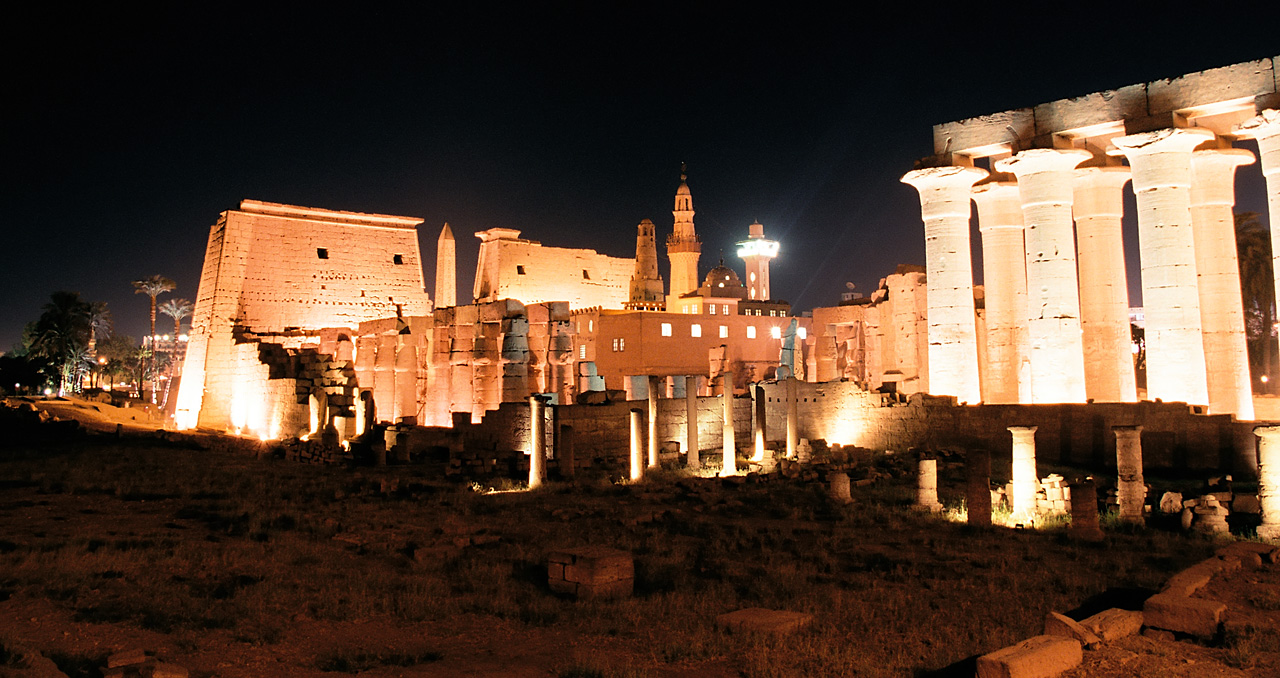
Templo de Luxor.

Los templos egipcios son la imagen de la casa del dios. En la época predinástica eran simples capillas de techo arqueado, construidas con elementos vegetales. Durante las primeras dinastías pudieron surgir los primeros templos de adobe. En el Imperio Antiguo, Imhotep erige el primer complejo funerario monumental con piedra labrada, presidido por una pirámide escalonada, surgiendo los primeros templos en piedra, imitando las capillas de estructura vegetal aunque simbólicos, como un decorado, pues no se podía acceder a ellos; en Guiza perduran restos pétreos de templos de Keops, Kefrén y Micerino, faraones de la cuarta dinastía, formado parte de ambiciosos complejos funerarios presididos por inmensas pirámides. Posteriormente surge el Templo Solar, bajo el reinado de Userkaf, el primer faraón de la dinastía V, para representar los rituales de sacerdotes de Heliópolis al dios Ra.
En el Imperio Medio, destaca el monumental complejo de Hawara, en El Fayum, denominado el «Laberinto» por Heródoto, que lo visitó, y del que apenas quedan restos.
Los templos más monumentales surgen en el Imperio Nuevo. Tipológicamente, están constituidos por:
- Una avenida con esfinges a ambos lados: el dromos
- El acceso, entre dos pilonos (grandes muros trapezoidales) decorados con bajorrelieves policromados, dos obeliscos, estatuas y estandartes
- Un patio descubierto con columnas exentas o conformando pórticos perimetrales: la sala hipetra
- Una gran sala con columnas, cubierta: la sala hipóstila
- Una pequeña cámara sagrada, de menor tamaño, tenuemente iluminada: el santuario
- Un lago sagrado que servía para representaciones rituales y como reserva de agua potable
- Templos menores anexos, dedicados a diversos dioses, como las mammisi "casas de nacimiento divino"

El templo se completaba con una residencia para sacerdotes, aulas para escribas, archivos-bibliotecas y almacenes de alimentos y materiales. El conjunto se protegía con una muralla perimetral.
Con la graduación de la luminosidad y el tránsito de amplios espacios abiertos a otros menores y cerrados se conseguía un magnífico ambiente para celebrar los ritos religiosos.
Esta disposición arquitectónica enfatiza la división social, pues el pueblo sólo puede llegar hasta los pilonos, los altos funcionarios y militares tienen acceso a la sala hipetra; la familia real puede entrar en la sala hipóstila y los sacerdotes y el faraón al santuario.
Durante el Imperio Antiguo los templos son parte del complejo de la pirámide, o templos Solares. En el Imperio Nuevo se construyen templos monumentales en Deir el-Bahari, Karnak, Luxor, Abidos, y Medinet Habu; posteriormente en Edfu, Dendera, Kom Ombo y File.

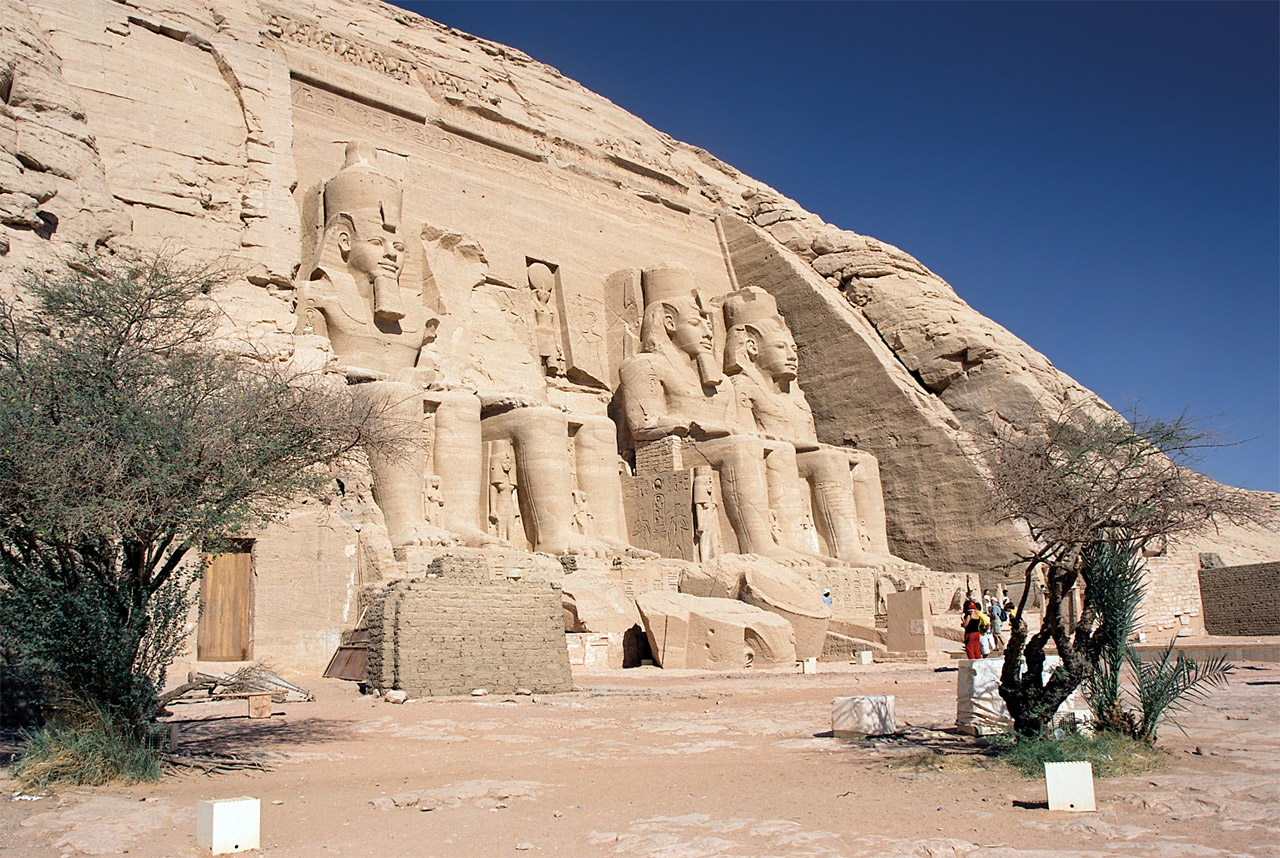
Speos de Ramsés II en Abu Simbel.

### El speos
El speos es un templo funerario, tallado en la roca, siguiendo el tipo de hipogeo.
Los más sobresalientes son los de la época de Ramsés II en Abu Simbel, compuestos de grandes estatuas al exterior y una gran sala con pilares, el santuario y la cripta.
Ramsés aparece representado como un dios más, sentado entre ellos en el santuario, más grande adosado a las pilastras de la sala principal y en tamaño colosal a la entrada, cuatro esculturas gigantes rodeadas por las minúsculas figuras de su familia.

## Arquitectura funeraria
Para llegar a entender este tipo de arquitectura, es importante entender también la relación de los egipcios con sus muertos. Según sus creencias, el cuerpo era una parte esencial, debía conservarse para asegurar la vida del fallecido en el “más allá”; esto explica el surgimiento de las momificaciones. Pero realizar estos difíciles procesos, sin un lugar estable y seguro donde guardar la momia, no tenía sentido. Por ende, las estructuras funerarias sufrieron una evolución constante con base en tres objetivos principales: facilitar el viaje del difunto, aludir a algún mito religioso y evitar las entradas de los saqueadores a los que los tesoros y ajuares les resultaban muy apetecibles.
En su origen (períodos predinástico y protodinástico), las tumbas eran simples hoyos de forma ovalada, a menudo forrados con pieles, donde se depositaba el cuerpo junto con un pequeño ajuar en vasijas; y finalmente se cubría con un túmulo de arena (alusión a la colina primigenia). Poco a poco, dicho túmulo comenzó a sustituirse por una estructura de ladrillo llamada Mastaba.

### La mastaba

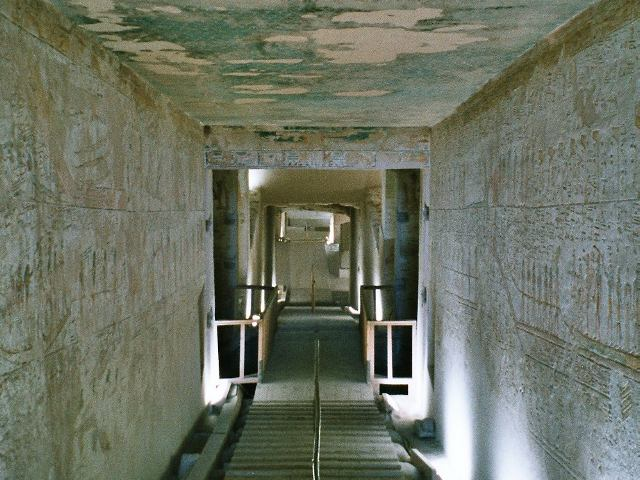
Hipogeo de Thutmose en el Valle de los Reyes

Surge en el periodo protodinástico y constituye la tipología arquitectónica asociada a la nobleza por excelencia. Su forma básica consiste en una superestructura con forma de pirámide truncada, de base rectangular realizada en ladrillos de adobe y paja crudos. La entrada daba acceso a una capilla donde los familiares del difunto depositaban ofrendas al muerto, tras la que había una falsa puerta decorada con relieves que constituía una alusión a la “entrada del más allá”. Dentro de la superestructura había también una sala llamada Serdab, la cual guardaba una estatua que representaba el “Ka” del difunto. Bajo la superestructura, un pozo, normalmente sellado con cantos, daba paso a la cámara funeraria que guardaba el sarcófago. Con el paso del tiempo, estas estructuras fueron haciéndose cada vez más complejas, se anexaban más salas subterráneas, revestimientos más nobles, algunos cuerpos se realizaron con piedra caliza en lugar de ladrillo... Las decoraciones interiores solían representar tanto temáticas de la vida cotidiana del fallecido como textos sagrados, todo en post de garantizar la prosperidad en el más allá.

### Las pirámides

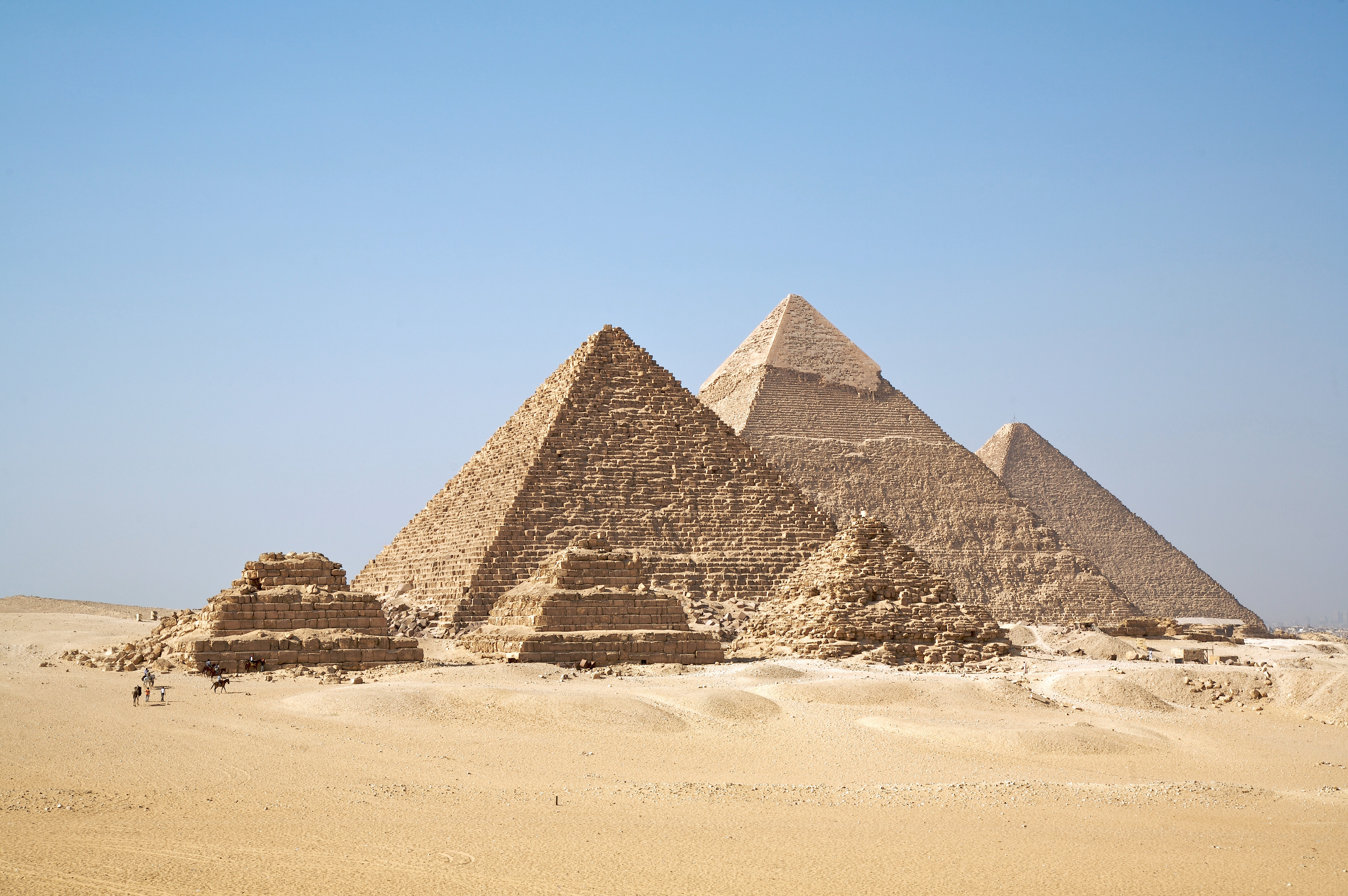
Pirámides de Guiza.

Las pirámides son, sin duda, el elemento funerario más característico del faraón. Estas colosales arquitecturas nacen en el Imperio Antiguo, como un deseo de representar la escalera (o rampa, posteriormente) celestial conformada por rayos de sol, por la que el faraón debería ascender al cielo. Así mismo, su cumbre se propone como una representación de la colina primigenia, al igual que lo eran las mastabas y los enterramientos más arcaicos.
En la III dinastía, Dyeser encargó la edificación de la Pirámide de Saqqara al arquitecto Imhotep. Fue la primera vez que se sustituyó el uso de ladrillos de barro cocido por el de bloques de piedra caliza. Esta estructura escalonada evolucionó en búsqueda de la pirámide geométricamente perfecta y en rampa, objetivo que alcanzan durante la IV dinastía con la Pirámide de Keops. Esta se incluyó entre las Siete Maravillas del Mundo y es la única de estas siete que ha perdurado hasta nuestros días.
Posteriormente, por necesidad de reducir costes, las pirámides se edificaron como un caparazón calizo con un interior de ladrillos de adobe. El tamaño colosal se vio reducido al tiempo que proliferan los relieves en las paredes; es en esta época cuando aparecen los Textos de las pirámides. Los saqueadores de tumbas continuaban profanando sus interiores, en consecuencia, en el Imperio Medio se introducen sistemas complejos de laberintos, trampas y cámaras.
Las pirámides no se edificaban solas, sino que formaban parte de un complejo muy grande. Dicho complejo se levantaba normalmente en la ribera oeste del Nilo, y debía estar próxima a una cantera de caliza que abastecería durante todas las construcciones.
En primer lugar, podía haber varias pirámides satélite pertenecientes a mujeres o familiares del faraón. Además, para asegurar la prosperidad de su vida en el “más allá”, había un templo donde se regalaban ofrendas y oraciones al faraón; en ocasiones podía haber uno o varios pozos que albergaban barcas funerarias. Pero además de las edificaciones con funciones religiosas, toda una ciudad se organizaba alrededor de la construcción de la pirámide, organizada de forma gremial al frente de un funcionario real. Tenían tierras de cultivo propias, donde la mitad de la cosecha se destinaba a la ciudadanía y la otra al faraón. No todos los materiales se obtenían en el propio complejo, algunos llegaban a través del puerto, localizado de forma que su llegada a la obra fuera lo más eficiente posible. Dada la importancia de la edificación de su estructura funeraria, el faraón y su familia solían frecuentar o incluso residir en las inmediaciones, por lo que es común la existencia de una residencia o palacio real.
A pesar de las tentativas de los ingenieros y constructores reales, las pirámides eran demasiado llamativas y los saqueadores de tumbas seguían poniendo en peligro la estabilidad de las momias. Por este motivo, los faraones del Imperio Nuevo decidieron retornar al enterramiento de los cuerpos, y así surgió el Valle de los Reyes.

### El hipogeo
Cuando la capital se trasladó a Tebas, durante el Imperio Nuevo, los faraones mandaron excavar sus tumbas en el Valle de los Reyes y las separaron del resto del complejo funerario. Eran galerías abiertas en la roca, con recintos anexos al pasillo central, que conducen a la cámara del sarcófago. Las paredes estaban pulidas, encaladas y policromadas con diferentes escenas, como las del Libro de los Muertos o los Textos de las Pirámides. En el Tercer periodo intermedio, los dignatarios de la dinastía XXI, ya fueron enterrados debajo del propio templo de Amón, en Tanis, la nueva capital, pues la necrópolis tebana sufría continuos expolios.